# 데죄 랑키

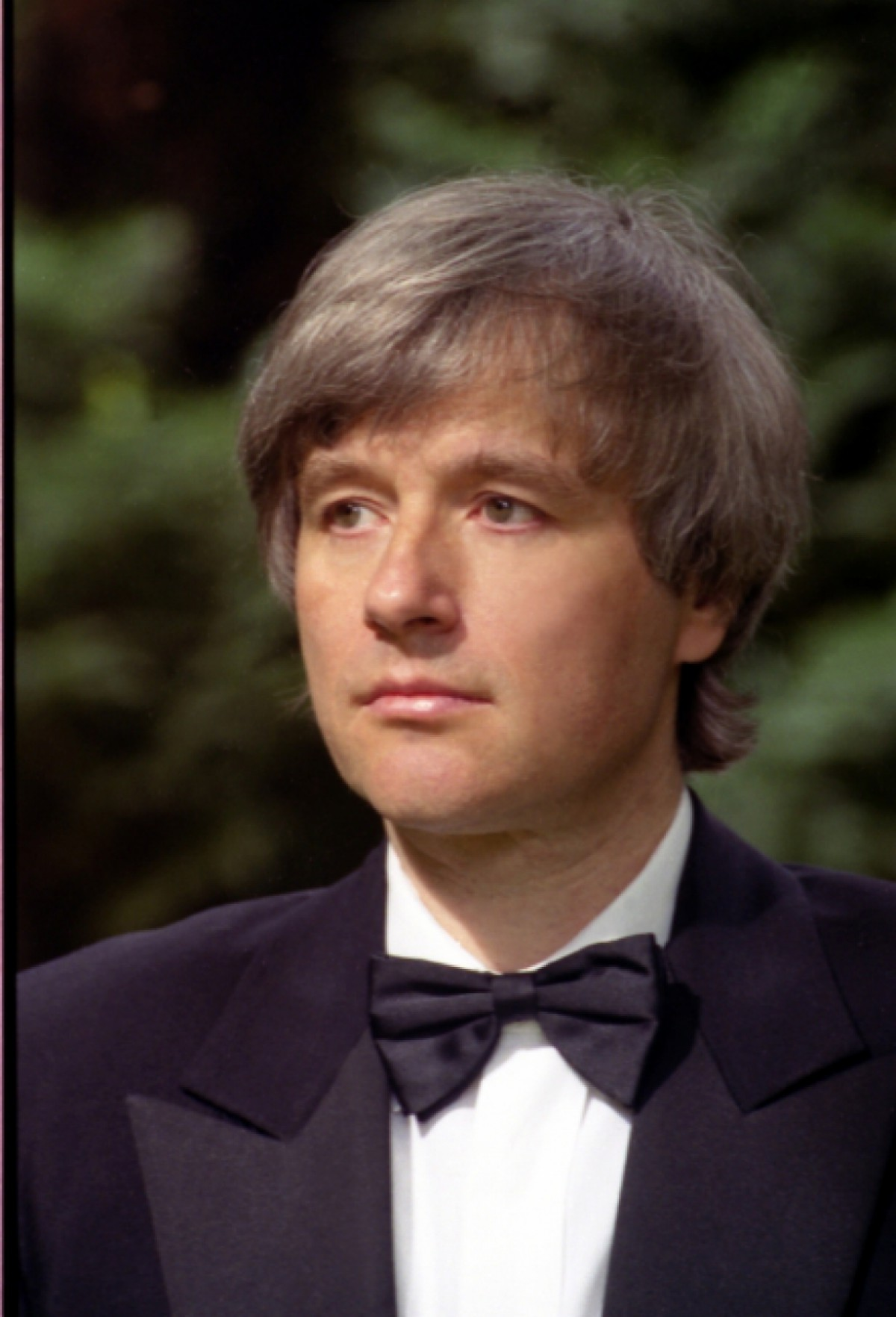

데죄 랑키(Dezső Ránki, 1951년 9월 8일 ~ )는 헝가리의 거장 콘서트 피아니스트로서 광범위한 레퍼토리와 솔로, 듀오 및 협주곡 작품에 대한 상당한 녹음을 보유하고 있다.
부다페스트에서 태어난 그는 8세에 부다페스트 음악원에서 피아노 레슨을 받기 시작했다. 열세 살에 부다페스트 음악원에 입학하여 1964년부터 1969년까지 클라라 마테의 제자였다. 그 후 그는 1969년부터 1973년까지 프란츠 리스트 음악 아카데미에서 공부했다. 그의 급우 중에는 유명한 피아니스트 언드라시 시프와 졸탄 코치시가 있다.